# Fort de Brégançon
Fort de Brégançon er et fæstningsanlæg i Middelhavet, der bl.a. bruges som embedsbolig og feriested for den franske præsident og i forbindelse med statsbesøg.
Fort de Brégançon ligger på en ø ved den franske riviera i kommunen Bormes-les-Mimosas i departementet Var. Øen er en 35 meter høj klippe, der er forbundet med fastlandet ved en dæmning.